# Intendente de la región de Aysén del General Carlos Ibáñez del Campo
El Intendente de la Región de Aysén del General Carlos Ibáñez del Campo fue la autoridad designada por el presidente de la República para ejercer el gobierno de la Región de Aysén del General Carlos Ibáñez del Campo, Chile, como su representante natural e inmediato en dicho territorio. Además participaba en la administración de la región, como órgano que integraba el Gobierno Regional de Aysén.

## Historia
El antecesor directo del cargo de intendente regional de Aysén es la figura del Intendente de la Provincia de Aysén. Durante el proceso de regionalización iniciado en 1974, la Provincia de Aysén fue transformada en la actual Región de Aysén del General Carlos Ibáñez del Campo.
Una reforma constitucional del año 2017 dispuso la elección popular del órgano ejecutivo del gobierno regional, creando el cargo de gobernador regional y estableciendo una delegación presidencial regional, a cargo de un delegado presidencial regional, el cual representa al poder ejecutivo y supervisa las regiones en conjunto a los delegados presidenciales provinciales. Tras las primeras elecciones regionales en 2021, y desde que asumieron sus funciones los gobernadores regionales y delegados presidenciales regionales, el 14 de julio de 2021, el cargo de intendente desapareció en dicha fecha mencionada, siendo Margarita Ossa Rojas su última titular.

## Intendentes de la Región de Aysén (1981-2021)
| Intendente/a                 | Partido | Partido | Período                                       | Presidente/a | Presidente/a            |
| ---------------------------- | ------- | ------- | --------------------------------------------- | ------------ | ----------------------- |
| Carlos Rudloff Molina        |         | Militar | diciembre de 1981 - noviembre de 1983         |              | Augusto Pinochet        |
| Rodrigo Sánchez Casillas     |         | Militar | diciembre de 1985 - diciembre de 1988         |              | Augusto Pinochet        |
| Alberto Brautigam Echevarría |         | Ind.    | diciembre de 1988 - 11 de marzo de 1990       |              | Augusto Pinochet        |
| Hernán Valencia Gutiérrez    |         | PRSD    | 11 de marzo de 1990 - 1993                    |              | Patricio Aylwin         |
| Héctor Morales Ramírez       |         | PRSD    | 1993 - 11 de marzo de 1994                    |              | Patricio Aylwin         |
| Silvia Moreno González       |         | PRSD    | 11 de marzo de 1994 - 1997                    |              | Eduardo Frei Ruiz-Tagle |
| Carlos Sackel Bahamonde      |         | PDC     | 1997 - 11 de marzo de 2000                    |              | Eduardo Frei Ruiz-Tagle |
| Silvia Moreno González       |         | PRSD    | 11 de marzo de 2000 - 2002                    |              | Ricardo Lagos           |
| Nelda Rivera Barrientos      |         | PDC     | 2002 - 9 de abril de 2003                     |              | Ricardo Lagos           |
| Luis Cortes Hernández        |         | PPD     | 9 de abril de 2003 - 15 de agosto de 2004     |              | Ricardo Lagos           |
| Iván Gutiérrez Loyola        |         | PDC     | 15 de agosto de 2004 - 11 de marzo de 2006    |              | Ricardo Lagos           |
| Viviana Betancourt Gallegos  |         | PS      | 11 de marzo de 2006 - 7 de enero de 2008      |              | Michelle Bachelet       |
| Silvia Moreno González       |         | PRSD    | 7 de enero de 2008 - 10 de julio de 2008      |              | Michelle Bachelet       |
| Selim Carrasco Lobo          |         | Ind-DC  | 23 de julio de 2008 - 11 de marzo de 2010     |              | Michelle Bachelet       |
| Pilar Cuevas Mardones        |         | RN      | 11 de marzo de 2010 - 11 de marzo de 2014     |              | Sebastián Piñera        |
| Ximena Órdenes Neira         |         | PPD     | 11 de marzo de 2014 - 13 de julio de 2015     |              | Michelle Bachelet       |
| Jorge Calderón Nuñez         |         | PRSD    | 13 de julio de 2015 - 11 de noviembre de 2016 |              | Michelle Bachelet       |
| Karina Acevedo Auad          |         | PRSD    | 18 de noviembre de 2016 - 11 de marzo de 2018 |              | Michelle Bachelet       |
| Geoconda Navarrete Arratia   |         | Evópoli | 11 de marzo de 2018 - 11 de enero de 2021     |              | Sebastián Piñera        |
| Margarita Ossa Rojas         |         | Evópoli | 19 de enero de 2021 - 14 de julio de 2021     |              | Sebastián Piñera        |